# Premio Mies van der Rohe
Il premio Mies van der Rohe è una competizione europea di architettura contemporanea a cadenza biennale indetto dalla Fondazione Mies van der Rohe e dal 2001 organizzato in collaborazione con la Commissione europea.

## Storia
La fondazione ha istituito il progetto nel 1987, e dal 2001 è conosciuto anche come Premio europeo per l'architettura contemporanea o  EUmies Awards. Il riconoscimento mira a evidenziare l'importante ruolo che ha lo sviluppo delle nuove tecnologie in campo architettonico in Europa. Il premio è rivolto solo alle architetture realizzate in Europa nei due anni precedenti all'indizione del concorso. Insieme al riconoscimento principale di 50.000 euro, la giuria, assegna una Menzione Speciale da 10.000 euro ad un'opera particolarmente significativa tra quelle realizzate da architetti under 40; la somma in denaro è accompagnata da una scultura che riproduce il Padiglione Tedesco progettato da Mies per l'Esposizione Internazionale di Barcellona (1929), l'oggetto-simbolo della Fondazione, costituitasi nel 1983 proprio con lo scopo di ricostruire il Padiglione.

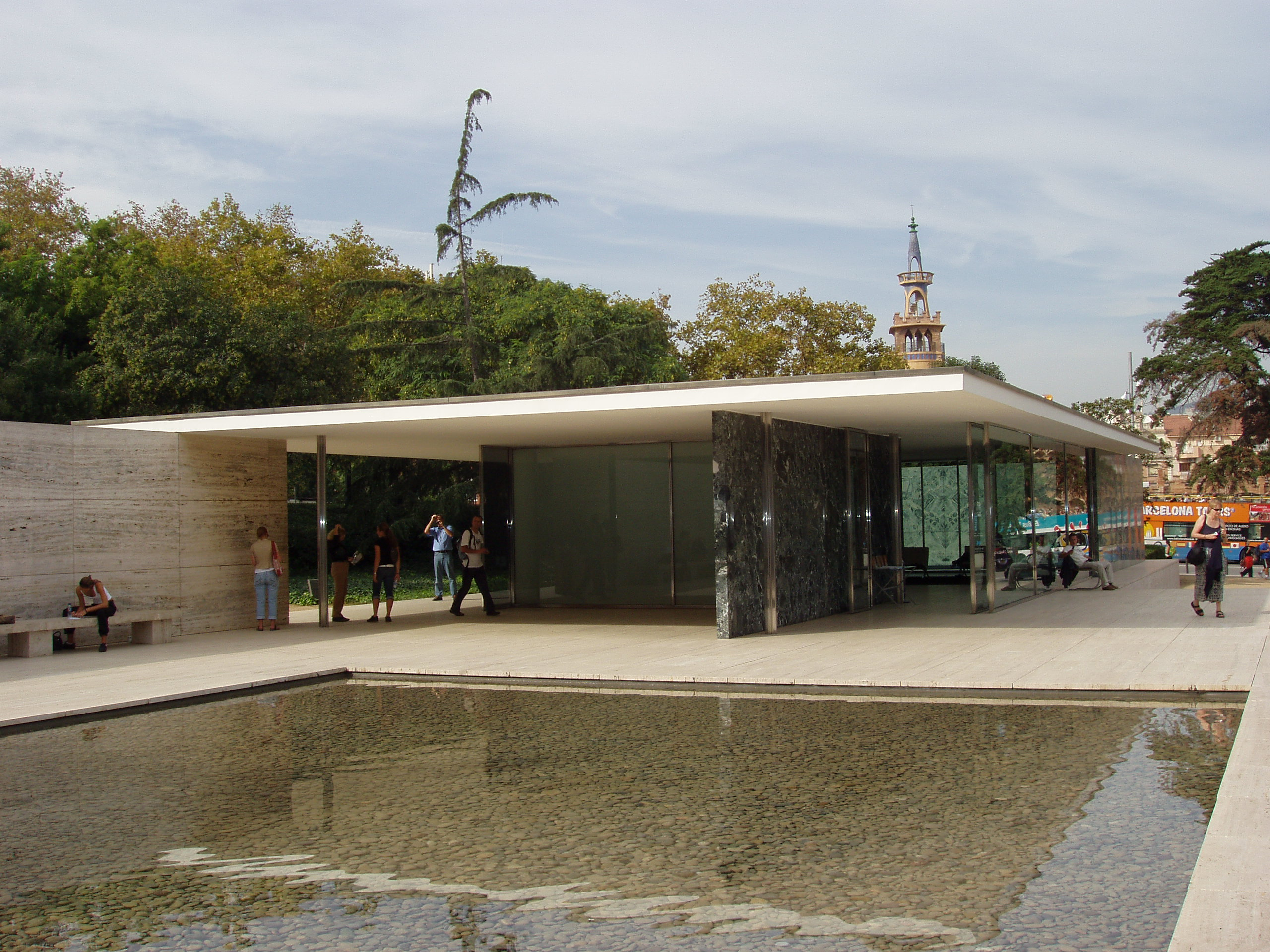
Padiglione di Barcellona

## Edizioni

### Edizione 1988
Prima edizione del premio. Il progetto vincitore fu il Banco Borges e Irmao a Vila do Conde (Portogallo) di Álvaro Siza.
Gli altri progetti partecipanti erano:
- Musée d'Orsay a Parigi (Francia) di Gae Aulenti.
- Parque de la Creueta del Coll a Barcellona (Spagna) di Josep Martorell, Oriol Bohigas, David Mackay.
- Fine Arts Faculty ad Amsterdam (Paesi Bassi) di Theo Bosch.
- André Malraux Cultural Centre Chambéry-le-Bas a Parigi, di Mario Botta.
- Puente Bach de Roda - Felip II a Barcellona (Spagna) di Santiago Calatrava.
- Kitchen at the Saint-Antoine Hospital a Parigi di Henri Ciriani.
- Whitechapel Art Gallery a Londra (Regno Unito) di Alan Colquhoun, John Miller.
- Renault Centre a Swindon (Regno Unito) di Norman Foster.
- Apartment Block on Rue Ménil-Montant a Parigi, di Henri Gaudin.
- Haarlemmer Houttuinen Housing ad Amsterdam, di Herman Hertzberger.
- Stopera ad Amsterdam, di Wilhelm Holzbauer.
- Museo Nacional de Arte Romano a Mérida (Spagna) di Rafael Moneo.
- Banco ‘Cassa Rurale e Artigiana’ ad Alzate Brianza (Italia), di Adolfo Natalini.
- Arab World Institute a Parigi di Jean Nouvel.
- Phosphate Elimination Plant a Tegel, Berlino (Germania) di Gustav Peichl.
- Schlumberger Factories Montrouge a Parigi, di Renzo Piano.
- Lloyd's of London  a Londra di Richard Rogers.
- Apartment Block on Friedrichstadt a Berlino di Aldo Rossi.
- Town Hall a Matosinhos (Portogallo) di Alcino Soutinho.
- Clore Gallery a Londra di James Stirling.
- Gatehouse a Francoforte sul Meno (Germania) di Oswald Mathias Ungers.
- Housing on Giudecca a Venezia (Italia) di Gino Valle.
- Museum a Gibellina (Italia) di Francesco Venezia.

La giuria in quell'occasione era composta da:
- Kenneth Frampton - presidente
- Ricardo Bofill
- François Burckhardt
- Alessandro Giulianelli - rappresentante del EEC Cultural Commission
- Vittorio Gregotti
- Hans Hollein
- Ignasi de Solà-Morales - segretario
- Lluís Hortet - direttore
- Diane Gray - coordinatore

### Edizione 1990
Il progetto vincitore di questa edizione fu il New Terminal all'Aeroporto di Stansted a Londra di Norman Foster & Partners.
I progetti finalisti furono:

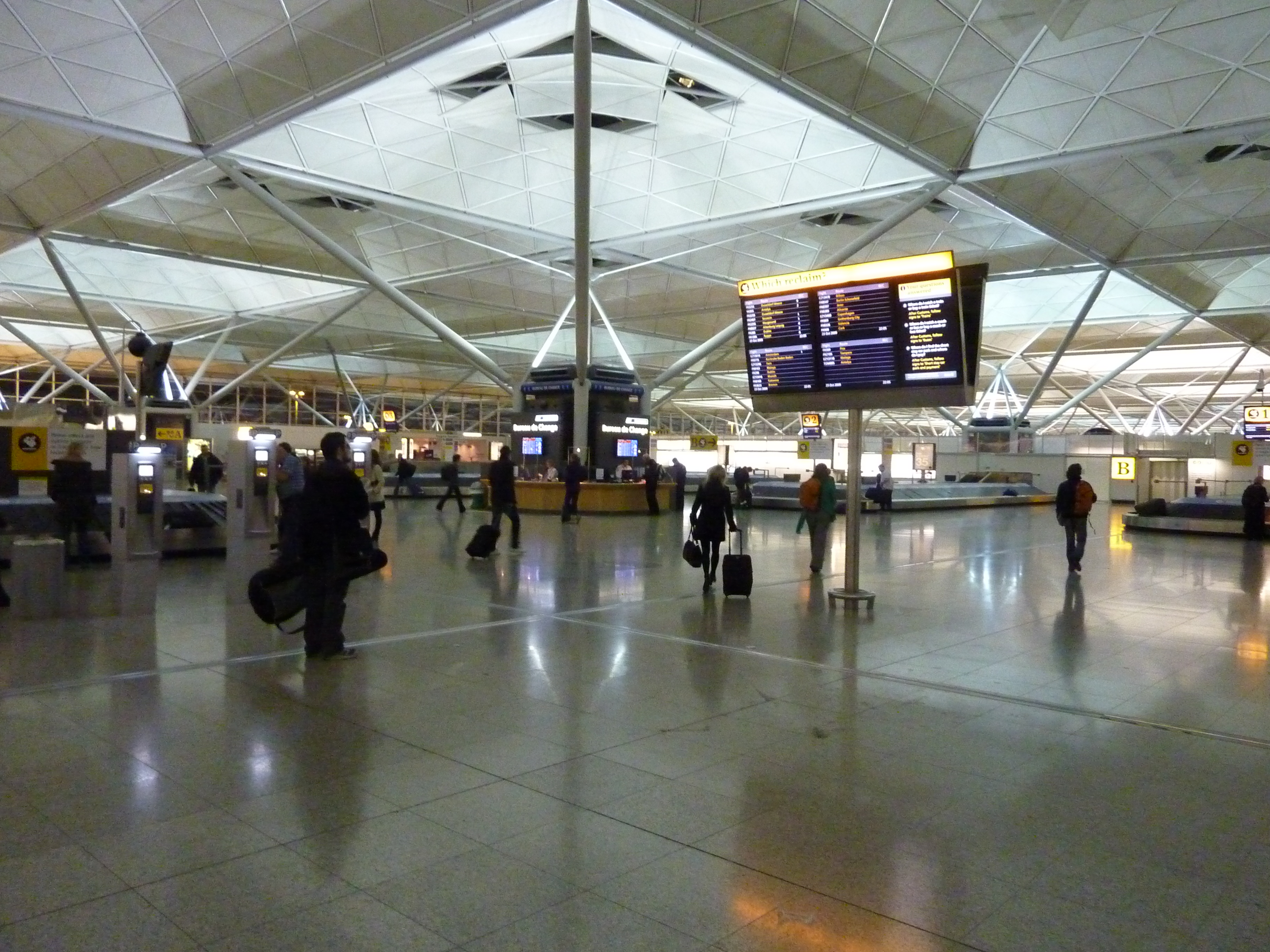
Aeroporto di Stansted

- Reconstruction and Refurbishment of the Case di Stefano a Gibellina (Italia), di Marcella Aprile, Roberto Collovà, Teresa La Rocca.
- The German Postal Museum a Francoforte sul Meno, (Germania) di Behnisch and Partners.
- The Chapel of Reconciliation a County Mayo (Irlanda), di De Blacam and Meagher Architects.
- Housing on Boulevard de Belleville a Parigi di Frédéric Borel.
- Regionall Social Security Centre a Portalegre (Portogallo), di João Luís Carrilho da Graça, Gonçalo Byrne, João Paciencia.
- New Ministry of Economics and Finance a Parigi di Paul Chemetov, Borja Huidobro.
- Children's Centre a Torcy, (Francia) di Henri Ciriani.
- Banco de España a Gerona, (Spagna) di Lluís Clotet, Ignacio Paricio.
- Public Housing in Carabanchel a Madrid, (Spagna) di Antonio Cruz, Antonio Ortiz.
- Archives of Paris a Parigi di Henri Gaudin, Bruno Gaudin.
- Primary School for the School Association Aerdenhout-Bentveld  a Aerdenhout (Paesi Bassi), di Herman Hertzberger.
- Technical and Administrative Centre of the Ville de Paris a Parigi, di Michel W. Kagan.
- Public State Library a Saragozza (Spagna), di Víctor López Cotelo, Carlos Puente, Javier García Delgado.
- Hydraulic Museum and Cultural Centre in the Segura River Mills a Murcia (Spagna), di Juan Navarro Baldeweg.
- La Grande Arche de La Défense a Parigi di Johan Otto von Spreckelsen, Paul Andreu.
- Checkpoint Charlie Housing  a Berlino, di Matthias Sauerbruch, Elia Zenghelis.
- Stadio del football a Bari, di Renzo Piano.
- Thames Reach Housing  a Londra, di Richard Rogers Partnership.
- Two Houses and Shops in the Van der Vennepark all'Aia, (Paesi Bassi) di Álvaro Siza.
- Cultural Centre for the State Secretariat of Culture a Porto, Portogallo di Eduardo Souto de Moura.
- La Villete Park a Parigi di Bernard Tschumi.
- New Olivetti Office Building a Ivrea, di Gino Valle.

La giuria era composta da:
- Kenneth Frampton - presidente
- Ricardo Bofill
- François Burkhardt
- Vittorio Gregotti
- Hans Hollein
- Ignasi de Solà-Morales - segretario
- Lluís Hortet - direttore
- Diane Gray - coordinatore

### Edizione 1992
Il progetto vincitore della III edizione fu il Pabellón Olímpico de Badalona, di Esteve Bonell e Francesc Rius.
Le altre opere in gara furono:
- School of Management a Nancy, di Laurent Beaudouin, Sylvain Giacomazzi, Christine Rousselot, Jean-Luc André, Claude Prouvé.
- Villa ‘M’ a Zedelgem, (Belgio) di Stéphane Beel.
- Plenary Complex of the German Bundestag a Bonn, di Günter Behnisch, Gerald Staib / Behnisch & Partners.
- Brians Penitentiary a Sant Esteve de Ses Rovires (Barcellona), di Esteve Bonell, Francesc Rius, Manuel Brullet, Josep Maria Gil.
- Piscina comunale a Campo Maior, (Portogallo) di João Luís Carrilho da Graça.
- Aktion Poliphile a Wiesbaden, (Germania) di Steve Christer, Margrét Haroardóttir / Studio Granda.
- Santa Justa Railway Station a Siviglia, di Antonio Cruz, Antonio Ortiz.
- 'The Ark' Office Building a Londra, di Ralph Erskine.
- Church for the Moluccan Community a Deventer, di Aldo van Eyck.
- Nursery School a Parígi, di Pierre-Louis Faloci.
- Yacht Club of l'Estartit a L'Estartit, Gerona, di Carlos Ferrater, Gerardo Rodríguez, Juan Diaz Suñer.
- Van Beuningen - De Vriese Pavilion, Museum Boymans van Beuningen a Rotterdam, di Hubert-Jan Henket.
- Gallery for a Private Collection of Contemporary Art a Monaco di Baviera, di Jacques Herzog, Pierre de Meuron.
- City of Artists  a Parigi, di Michael W. Kagan.
- The Danish Pavilion EXPO 92 a Siviglia, di KHR AS arkitekter.
- Villa Dall'Ava a Saint-Cloud, Parigi, di Rem Koolhaas.
- Kunsthal a Rotterdam, di Rem Koolhaas.
- Congress Centre and Concert Hall a Nantes, di Yves Lion, Alan Levitt.
- Cemetery Park a Igualada, di Enric Miralles, Carme Pinós.
- The Finnish Pavilion EXPO 92 a Siviglia, di Monark Group.
- Atocha Railway Station a Madrid, di Rafael Moneo.
- Congress and Exhibition Hall of Castilla-León a Salamanca, di Juan Navarro Baldeweg.
- Rue de Meaux Housing Complex a Parigi, di Renzo Piano / Building Workshop Paris.
- National Superior Conservatory of Dance and Music a Parigi, Christian de Portzamparc.
- Museum of Modern Art a Bonn, di Axel Schultes.
- House in Alcanena a Alcanena, Portogallo di Eduardo Souto de Moura.
- Braun Headquarters and Industrial Complex a Melsungen, (Germania) di James Stirling, Michael Wilford & Associates.
- Daidalos Tourist Resort a Coo, di Nikos Valsamakis.
- Dianas Have Housing Complex a Hørsholm, di Vandkunsten.

La giuria era composta da:
- Norman Foster - presidente
- Henri Ciriani
- Kenneth Frampton
- Herman Hertzberger
- Henning Larsen
- Álvaro Siza
- Ignasi de Solà-Morales
- Francis Strauven
- Elia Zenghelis

### Edizione 1994
Il progetto vincitore fu la Waterloo Station di Londra, di Nicholas Grimshaw / Nicholas Grimshaw & Partners.
Le altre opere in gara erano:

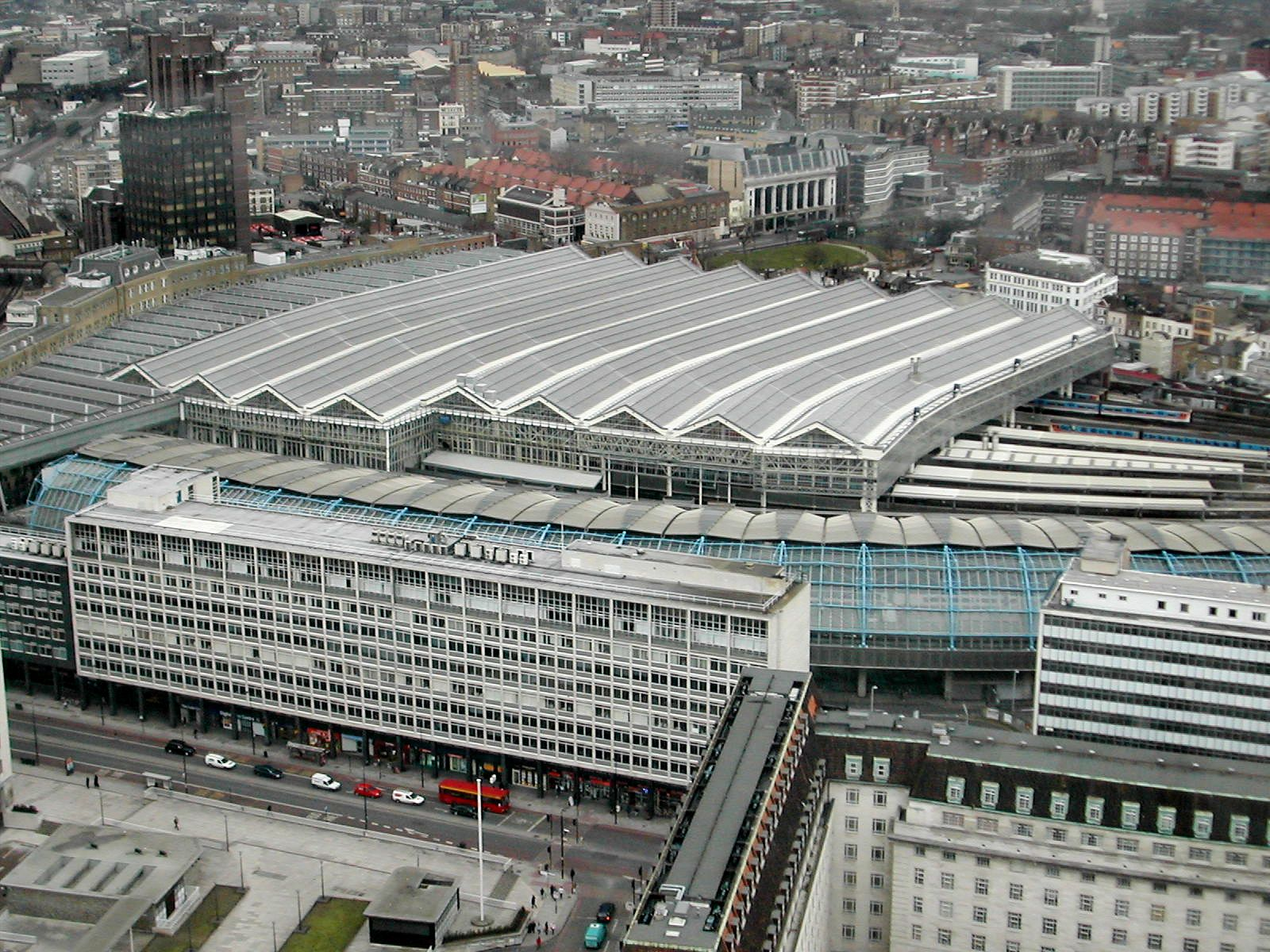
Waterloo station

- Maastricht Academy for the Arts and Architecture, (Paesi Bassi) di Wiel Arets.
- Fashion Design Atelier ad Anversa, di Georges Baines.
- City Hall and Public Square a Bousse, di Laurent Beaudouin, Maxime Busato, Sylvain Giacomazzi.
- New City Library a Münster, di Julia Bolles-Wilson, Eberhard Kleffner, Peter Wilson.
- Bercy Front de Parc a Parigi, di Jean-Pierre Buffi.
- Eschool of Social Communication, Polytechnic Institute of Lisbon a Lisbona, di João Luís Carrilho da Graça.
- Strolling Players Museum ad Artenay, di Vincen Cornu, Benoît Crépet.
- Single-Family House a Braaschaat, (Belgio) di Xaveer de Geyter.
- Charlety Stadium a Parigi, di Henri e Bruno Gaudin.
- Postmen's Flats Employees Housing a Parigi, di Philippe Gazeau.
- Restoration and Rehabilitation of the Roman Theatre a Sagunto, di Giorgio Grassi, Manuel Portaceli.
- Vitra Fire Station a Weil-am-Rhein, di Zaha Hadid.
- European Film College a Ebeltoft, di Mikko Heikkinen, Markku Komonen.
- Ricola Europe a Mulhouse, di Jacques Herzog, Pierre de Meuron.
- Glyndebourne Opera House a Lewes, (East Sussex), di Michael Hopkins.
- Kaiserbad Aachen ad Aquisgrana, di Ernst Kasper, Klaus Klever.
- Administrative Headquarters for E. Pihl & Son A.S. a Copenaghen, di KHR AS Arkitecter.
- Residential Housing KNSM-Eiland a d Amsterdam, di Hans Kollhoff.
- The Saxon Parliament a Dresda, di Peter Kulka.
- Rehabilitation of the Monastery of Sant Pere de Rodes, a Port de la Selva (Gerona), di José Antonio Martínez Lapeña, Elías Torres.
- Dominican Monastery and Cultural Centre a Lisbona, di João Paulo Mendes de Seiça; José Fernando de Castro Gonçalves.
- Pilar and Joan Miró Foundation a Palma di Maiorca (Isole Baleari), di Rafael Moneo.
- 'La Illa Diagonal' Block a Barcellona, di Rafael Moneo, Manuel de Solà-Morales.
- Fondazione Cartier a Parigi, di Jean Nouvel.
- Piazza San Nazaro a Milano, di Umberto Riva.
- Dipartimento di Geoscienza, Università ad Aveiro, di Eduardo Souto de Moura.
- Centre de Cultura Contemporània de Barcelona, Casa de la Caritat a Barcellona, di Albert Viaplana, Helio Piñón.

La giuria era composta da:
- Norman Foster - presidente
- Henri Ciriani
- Henning Larsen
- Fritz Neumeyer
- Álvaro Siza
- Ignasi de Solà-Morales
- Francis Strauven
- Elia Zenghelis
- Lluís Hortet - direttore
- Diane Gray - coordinatore

### Edizione 1996
L'architettura vincitrice del premio, in questa edizione fu la Biblioteca nazionale di Francia a Parigi di Dominique Perrault.
Le altre opere in gara erano:
- Police Station Vaals a Vaals (Maastricht), di Wiel Arets.
- CM Office Building  a Eeklo, di Stéphane Beel.
- Babanek House a Brühl, di Heinz Bienefeld.
- Investment and Post Bank Brno a Brno, (Repubblica Ceca) di Ales Burian, Gustav Krivinka.
- Archeological Museum and Research Centre ad Arles, di Henri Ciriani.
- Office and Research Centre Seibersdorf a Seibersdorf, di Wolf D. Prix, Helmut Swiczinsky.
- House for Art Collector Anavryta ad Amarousio (Atene), di Catherine Diacomidis, Nikos Haritos / Christos Papoulias.
- European Archaeological a Centre Mont Beuvray, Pierre-Louis Faloci.
- Aukrust Centre ad Alvdal, di Sverre Fehn.
- IMPIVA Headquarters a Castellón de la Plana, di Carlos Ferrater, Carlos Bento, Jaime Sanahuja.
- University House of Arts a Bordeaux, di Massimiliano Fuksas.
- Winterthur Museum of Art Extension a Winterthur, di Annette Gigon, Mike Guyer.
- Temple Bar Framework Plan a Dublino, del Group 91.
- Teboil Ltd Gas Station  a Virolahti (Vaalimaa-Finlandia) di Mikko Heikkinen, Markku Komonen.
- Shipboy Housing a Helsinki, di Pekka Helin, Ritva Mannersuo / Helin & Siitonen.
- Signal Box Auf dem Wolf a Basele di Jacques Herzog, Pierre de Meuron, Harry Gugger, Christine Binswanger.
- Hall 26 a Hannover, di Thomas Herzog, Hanns Jörg Schrade.
- Banco de Santander Head Office a Madrid, di Hans Hollein.
- Arts and Human Sciences Building a Grenoble, di Anne Lacaton, Jean-Philippe Vassal.
- Ny Carlsberg Glyptotek Extension a Copenaghen, di Henning Larsen.
- Boileau Apartments a Parigi, di Yves Lion.
- Archaeological and Fine Arts Museum of Zamora a Zamora, di Luis Moreno Mansilla, Emilio Tuñón Álvarez.
- Faculty of Economics and Management, Utrecht Polytechnic University a Utrecht, di Erik van Egeraat, Francine Houben, Chris de Weijer.
- Footbridge over the Mur a Murau, Marcel Meili, Markus Peter, Jürg Conzett.
- Porter Lodges for the National Park De Hoge Veluwe a Hoenderloo, di Winy Maas, Jacob van Rijs, Nathalie de Vries.
- New Offices for the Extremadura Government a Mérida (Badajoz), di Juan Navarro Baldeweg.
- House at Kiourka in Attica, Pantelis Nicolacopoulos.
- Friedrichstadt Passagen - Block 207 a Berlino, di Jean Nouvel.
- Cité Internationale a Lione, di Renzo Piano.
- Boarding School a Morella (Castellón), di Carme Pinós, Enric Miralles.
- Primary School of Avgorou ad Avgorou, Cyprus di Zenon Sierepeklis, Marios Economides.
- Urban Project at Monte Carasso a Monte Carasso, di Luigi Snozzi.
- Residential Block on Rua do Teatro  ad Porto, di Eduardo Souto de Moura.
- Thermal Bath a Vals (Valsertal), di Peter Zumthor.

I membri della giuria erano:
- Fritz Neumeyer - presidente
- Andrej Hrausky
- Toyo Ito
- Jacques Lucan
- Marja-Riitta Norri
- Dietmar Steiner
- Francesco Venezia
- Elia Zenghelis
- Lluís Hortet - direttore e segretario
- Diane Gray - coordinator

### Edizione 1998
Il progetto vincitore di questa edizione fu il Bregenz Art Museum a Bregenz, (Austria) di Peter Zumthor.
Le altre opere in gara erano:

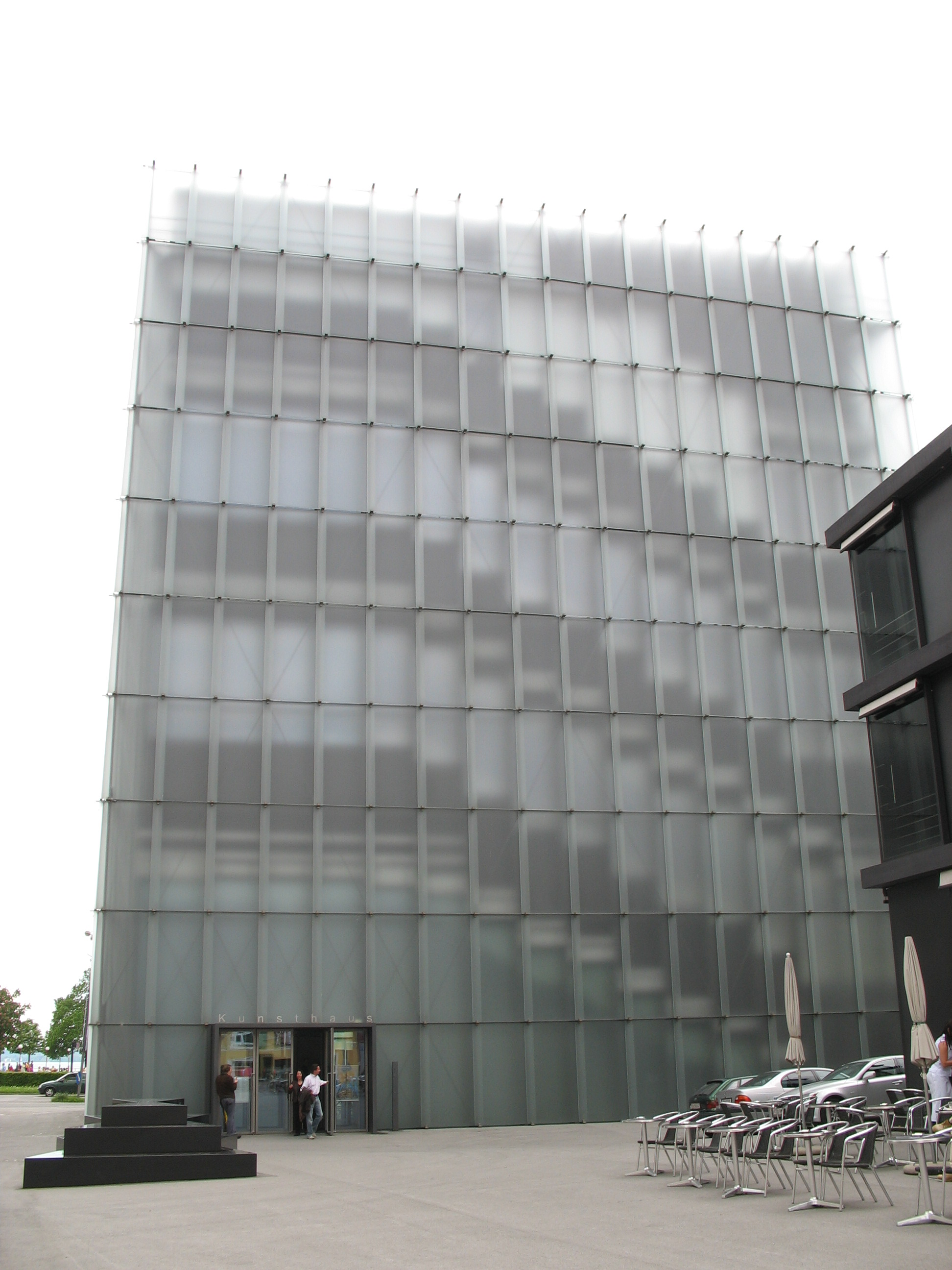
Bregenz Art Museum

- Secondary School and Multi-Purpose Hall a Vella di Valentin Bearth, Andrea Deplazes, Daniel Ladner.
- Lower Austrian Regional Archive and Regional Library a Sankt Pölten di Karin Bily.
- River and Rowing Museum a Henley-on-Thames di David Chipperfield.
- Commerzbank Headquarters a Francoforte sul Meno, di Norman Foster.
- Secondary School Extension a Velen, di Oktavia M. Galinke, Michael Peters.
- National Laboratory of Veterinary Investigation a Vairão, di José Manuel Gigante, João Álvaro Rocha, Francisco Manuel Portugal.
- Museum Liner Appenzell a Appenzello, di Annette Gigon, Mike Guyer.
- Faculty of Social and Economic Sciences a Innsbruck, di Dieter Henke, Marta Schreieck.
- Fine Arts Museum Extension and Renovation a Lilla, di Jean-Marc Ibos, Myrto Vitart.
- Nursing School a Lubiana, di Jurij Kobe.
- Turku Art Academy a Turku, di Ola Laiho, Mikko Pulkkinen, Pauno Narjus.
- Jewish Museum a Berlino, di Daniel Libeskind.
- Gateway to the City of the Deceased Funeral Home a Cracow-Batowice, di Romuald Loegler.
- Museums of Modern Art and Architecture a Stoccolma, di José Rafael Moneo.
- Indoor Swimming Pool a San Fernando de Henares (Madrid), di Luis Moreno Mansilla, Emilio Tuñón Álvarez.
- Apartment Block for Elderly People ad Amsterdam, di Winy Maas, Jacob Van Rijs, Nathalie de Vries.
- Cultural Centre a Villanueva de la Cañada, di Juan Navarro Baldeweg.
- Salt Water Pavilion Burgh-Haamstede, di Kas Oosterhuis, Ilona Lénárd.
- Fresh Water Pavilion Burgh-Haamstede, di L.M.M. Spuybroek.
- Ranelagh Multi-denominational School a Dublino, di Sheila O'Donnell, John Tuomey.
- Villa in Bordeaux a Bordeaux, di Rem Koolhaas.
- University Museum ad Alicante, di Alfredo Payá Benedito.
- Beyeler Foundation a Riehen, di Renzo Piano.
- Department for Information Technology Technische Universität a Graz, di Florian Riegler, Roger Riewe.
- Baumschulenweg Crematorium a Berlino, di Axel Schultes, Charlotte Frank.
- Social Housing a Parigi, di Odile Seyler.
- Santa María Church a Marco de Canavezes, di Álvaro Siza.
- Reconversion of Santa María do Bouro convent into a state inn ad Amares, di Eduardo Souto de Moura, Humberto Vieira.
- Le Fresnoy National Studio for Contemporary Arts a Tourcoing, di Bernard Tschumi.
- Losone Gymnasium a Losone, di Livio Vacchini.
- Van Hee-Adriaens House a Gand, di Marie-José Van Hee.
- Theatre Square a Rotterdam, di Adriaan Geuze, Wim Kloosterboer, Dirry de Bruin, Cyrus B. Clark, Dick Heydra.

La giuria era composta da:
- Vittorio Magnago Lampugnani - presidente
- Wiel Arets
- Oriol Bohigas
- Andrej Hrausky
- Marja-Riitta Norri
- Dominique Perrault
- Dietmar Steiner
- Wilfried Wang
- Elia Zenghelis
- Lluís Hortet - segretario e direttore
- Diane Gray - coordinatrice

### Edizione 2001
Il lavoro vincitore di questa edizione fu il Kursaal Centre a San Sebastián di Rafael Moneo.
La menzione speciale per architetti emergenti fu riconosciuta al Kaufmann Holz AG Distribution Centre a Bobingen, di Florian Nagler.
La giuria in quell'occasione era composta da:
- Vittorio Magnago Lampugnani - presidente
- Wiel Arets
- Esteve Bonell
- David Chipperfield
- Kristin Feireiss
- Luis Fernández-Galiano
- Dominique Perrault
- Dietmar Steiner
- Elia Zenghelis
- Lluís Hortet - direttore
- Diane Gray - coordinatore

### Edizione 2003
L'opera vincitrice fu l'Ampliamento al Terminal Hoenheim- nord a Strasburgo, di Zaha Hadid.
La menzione per architetto emergente fu assegnata a Jürgen Mayer H. con lo Scharnhauser Park ad Ostfildern.
I membri della giuria in questa edizione erano:
- David Chipperfield - presidente
- Aaron Betsky
- Eduard Bru
- Ingeborg Flagge
- Shane O'Toole
- Matthias Sauerbruch
- Kazuyo Sejima
- Deyan Sudjic
- Alejandro Zaera-Polo
- Lluís Hortet - direttore
- Diane Gray - coordinatore

### Edizione 2005
Il progetto vincitore di questa edizione fu l'Ambasciata olandese a Berlino di Rem Koolhaas, Ellen van Loon.

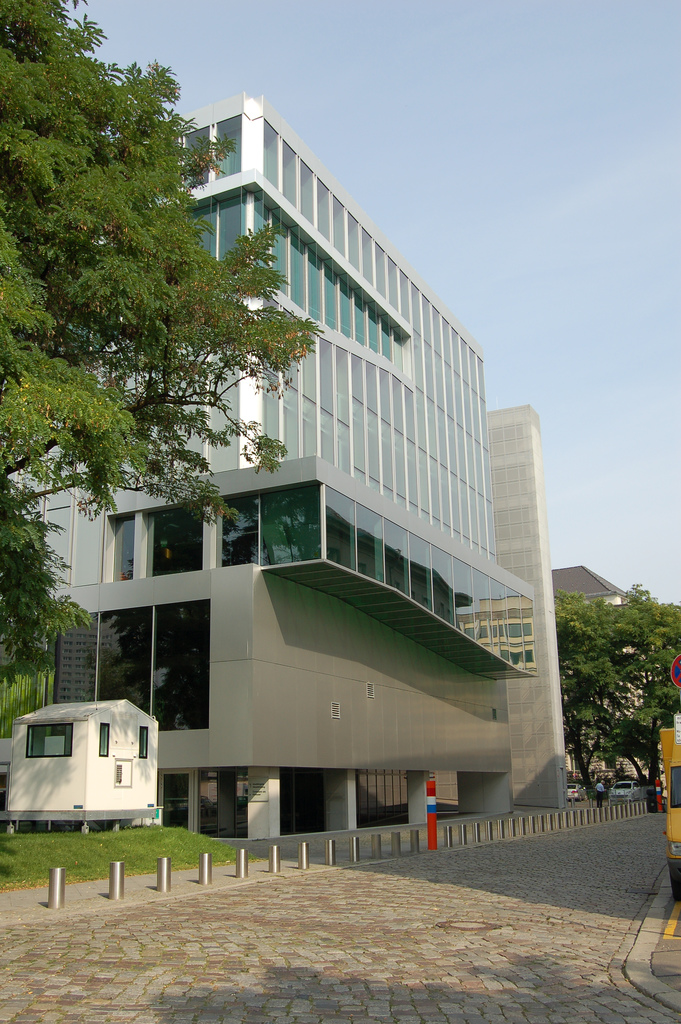
Ambasciata

La menzione speciale per gli Architetti emergenti, fu riconosciuta al Basket Bar di Utrecht di Pieter Bannenberg, Walter van Dijk, Kamiel Klaasse, Mark Linnemann.
Le opere finaliste in gara furono:
- Forum 2004 Esplanade and Photovoltaic Plant a Barcellona dei Torres Arquitectos (José Antonio Martínez Lapeña, Elías Torres Tur).
- Stadio comunale a Braga, Portugal di Eduardo Souto de Moura.
- Ferrari Product Development Centre a Maranello, di Massimiliano Fuksas.
- 30 St Mary Axe (Swiss Re Headquarters) a Londra, di Norman Foster.
- Selfridges & Co Department Store a Birmingham, di Jan Kaplicky, Amanda Levete.

La giuria era composta da:
- Zaha Hadid - presidente
- Aaron Betsky
- Stefano Boeri
- Eduard Bru
- Robert Collovà
- Mohsen Mostafavi
- Suha Özkan
- Francis Rambert
- Kazuyo Sejima
- Lluís Hortet - direttore
- Diane Gray - coordinatore

### Edizione 2007

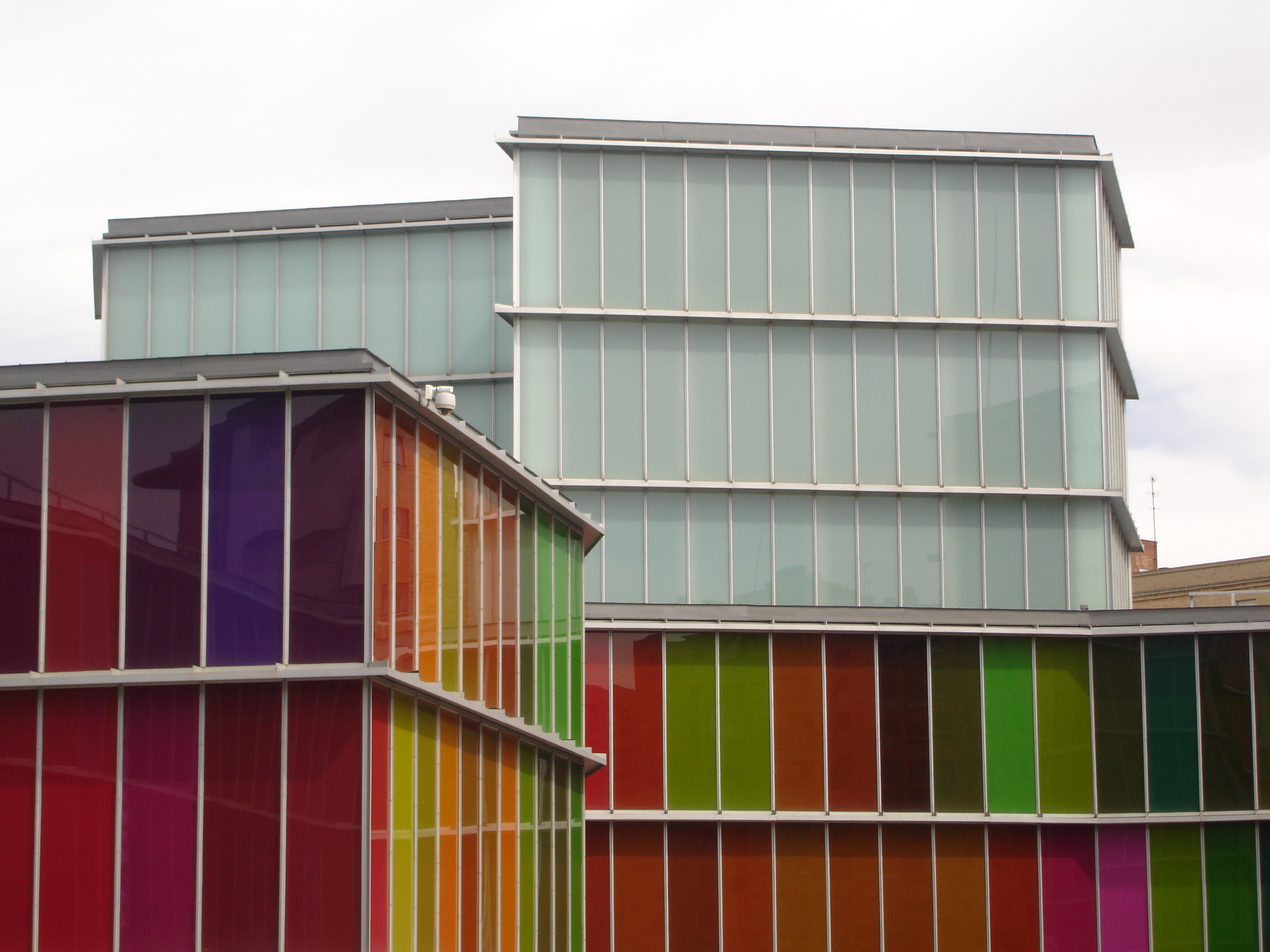
MUSAC

Il vincitore del Premio in questa edizione è stato il MUSAC, Museo d'Arte Contemporanea di Castiglia e León, (Spagna) di Luis M. Mansilla ed Emilio Tuñón.
Le altre opere in gara in questa edizione sono state:
- Polo universitario delle Scienze Manageriali a Bordeaux, Francia, di Anne Lacaton & Jean Philippe Vassal del Lacaton & Vassal Architectes
- Centro Nazionale di Coreografia ad Aix-en-Provence, Francia, di Rudy Ricciotti
- Museo della Scienza "Phaeno" a Wolfsburg, Germania, di Zaha Hadid
- Museo Mercedes-Benz a Stoccarda, Germania, di Ben van Berkel del UN Studio
- Padiglione della Coppa America a Valencia di David Chipperfield, Fermin Vásquez
- Centro Culturale a Sines, Portogallo, di Manuel Aires Mateus della Francisco Aires Mateus/Aires Mateus & Associados

### Edizione 2009

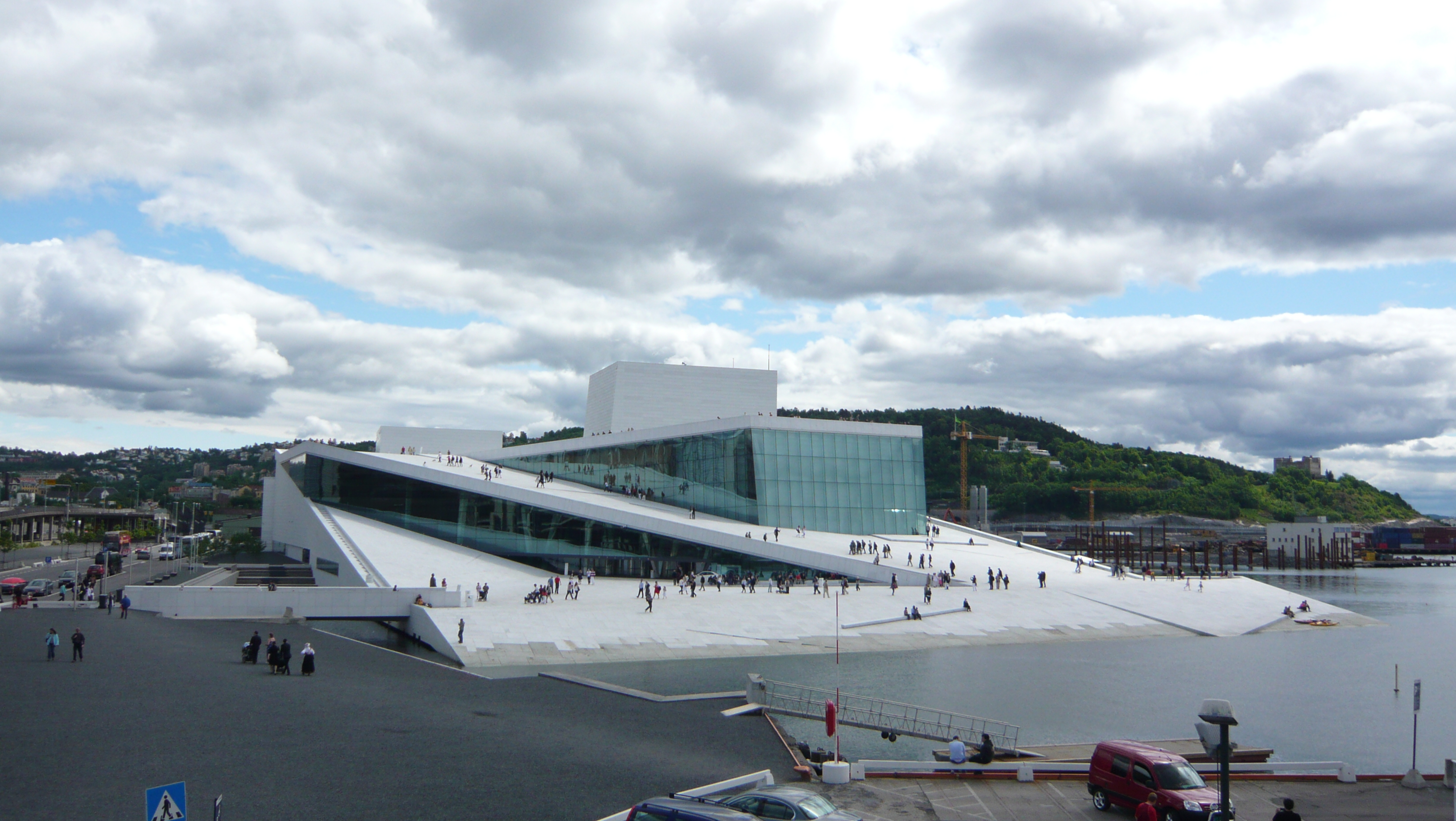
Oslo Opera House

L'edizione 2009 del Premio è stata vinta dallo studio norvegese Snøhetta per la realizzazione del teatro dell'opera di Oslo (Oslo Opera House).
Le altre quattro opere finaliste erano: 
- Centro Multimodale della linea tranviaria di Nizza (Francia) di Marc Barani
- La Zenith Music Hall di Strasburgo (Francia), di Doriana e Massimiliano Fuksas
- L'Università Luigi Bocconi di Milano di Shelley McNamara e Yvonne Farrell (Grafton Architects)
- La Biblioteca del distretto di Sant'Antoni di Barcellona (Spagna) di Rafael Aranda, Carme Pigem e Ramon Vilalta (RCR Aranda Pigem Vilalta Arquitectes).

La giuria ha anche premiato con la menzione speciale "Architetto Emergente" i croati Lea Pelivan (1976) e Toma Plejić (1977) fondatori dello Studio UP, per il progetto Gymnasium 46° 09' N / 16° 50' E a Koprivnica (Croazia).

### Edizione 2011

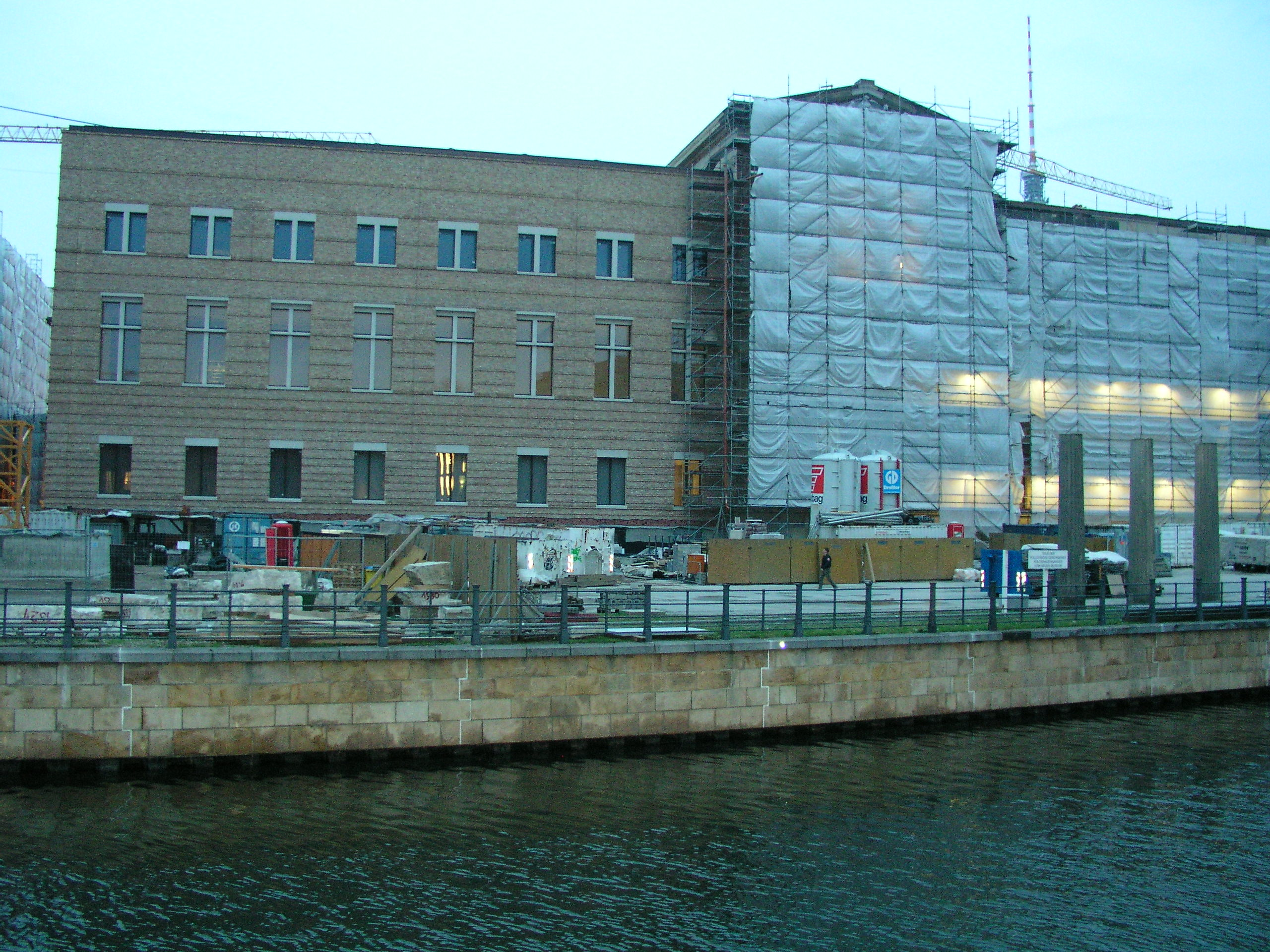
Il Neues Museum durante i lavori nel 2008

L'edizione 2011 del Premio è stata vinta da David Chipperfield con il Neues Museum di Berlino. Riceverà l'onorificenza nel corso della cerimonia prevista per il 20 giugno: all'architetto britannico, autore della ristrutturazione del museo berlinese con il connazionale Julian Harrap, sarà consegnato il premio in denaro e una riproduzione del Padiglione di Barcellona, simbolo della Fondazione Mies van der Rohe.
Insieme all'opera dello studio Chipperfield, gli altri finalisti del Mies van der Rohe Award 2011, erano:
- Bronks Youth Theatre (Bruxelles), Martine De Maeseneer Architecten (Martine De Maeseneer, Dirk Van den Brande)
- MAXXI: Museum of XXI Century Arts (Roma), Zaha Hadid Architects (Zaha Hadid, Patrick Schumacher, Gianluca Racan)
- Concert House Danish Radio (Copenaghen), di Ateliers Jean Nouvel
- Museo dell'acropoli di Atene (Atene), di Bernard Tschumi Architects / Bernard Tschumi.
- Rehabilitation Centre Groot Klimmendaal (Arnhem), di Architectenbureau Koen van Velsen.

Il premio "Architetto Emergente" è andato a Ramon Bosch e Bet Capdeferro.
La giuria che ha assegnato i premi era composta da:
- Mohsen Mostafavi (presidente e preside della Graduate School of Design di Harvard)
- Ole Bouman (direttore del Nederlands Architectuurinstituut di Rotterdam)
- Anne Lacaton (Lacaton & Vassal Architectes da Parigi)
- Annette Gigon (Annette Gigon e Mike Guyer Architekten da Zurigo)
- Yvonne Farrell (Grafton Architects da Dublino)
- Zhu Pei (Pei-Zhu Studio da Pechino)
- Tarald Lundevall (Snøhetta da Oslo)
- Lluis Hortet (segretario della Fondazione Mies van der Rohe)

### Edizione 2013
L'edizione 2013 del Premio è stata vinta da Batteríid architects, Henning Larsen Architects Studio Olafur Eliasson con l'Harpa, il Reykjavík Concert Hall & Conference Centre.
Tra i 355 partecipanti, gli altri quattro finalisti, che saranno ospitati alla Triennale di Milano dell'edizione 2013, sono:

- Market Hall, (Gand), Robbrecht en Daem architecten e Marie-José Van Hee architecten
- Superkilen, (Copenaghen), di BIG Bjarke Ingels Group
- House for Elderly People, (Alcácer do Sal), di Aires Mateus Arquitectos
- Metropol Parasol, (Siviglia), di J. Mayer H.

Il premio "Architetto Emergente" è andato alla Red Bull Music Academy (Nave De Música Matadero) a Madrid, di Langarita-Navarro Arquitectos.
La giuria che ha assegnato i premi era composta da:
- Wiel Arets
- Pedro Gadanho
- Antón García-Abril
- Louisa Hutton
- Kent Martinussen
- Frédéric Migaryou
- Ewa Porebska
- Giovanna Carnevali
- Diane Gray[9]

### Edizione 2015
L'edizione 2015 del Premio è stata vinta dallo studio Barozzi/Veiga con la Philharmonic Hall di Stettino, in Polonia. Tra i 420 partecipanti, gli altri quattro finalisti sono:
- Saw Swee Hock Student Centre - LSE, (Londra), O'Donnel + Tuomey architect
- Ravensburg Art Museum, (Ravensburg), Lederer Ragnarsdóttir Oei
- Antinori Winery, (Bargino), Archea Associati
- Danish Maritime Museum, (Helsingør), di BIG Bjarke Ingels Group

Il premio "Architetto Emergente" è andato alla Casa Luz a Cilleros, di ARQUITECTURA -G.
La giuria che ha assegnato i premi era composta da:
- Cino Zucchi (Presidente della giuria)
- Margarita Jover
- Lene Tranberg
- Peter L. Wilson
- Li Xiangning
- Tony Chapman
- Hansjörg Mölk
- Giovanna Carnevali (segretaria della giuria senza diritto di voto)
- Ivan Blasi (coordinatore del premio senza diritto di voto)

### Edizione 2017
L'edizione 2017 del Premio è stata vinta dallo NL Architects e XVW architectuur con la DeFlat Kleiburg di Amsterdam, in Paesi Bassi.